# Субботинский (Самарская область)
Субботинский — посёлок в Алексеевском районе Самарской области. Входит в состав сельского поселения Алексеевка.

## География
Расположен в степи, на водоразделе оврагов Ерыкла и Жабинский, в 15 км к востоку от центра сельского поселения села Алексеевка.

## Население
| 1986 | 2002 | 2010 | 2014 | 2015 |
| ---- | ---- | ---- | ---- | ---- |
| 263  | ↗296 | ↘251 | ↘231 | ↗234 |

Национальный состав
Согласно результатам переписи 2002 года, в национальной структуре населения русские составляли 74 % от жителей.